# Paul Herygers
Paul Herygers (efternamnet även skrivet Herijgers), född den 22 november 1962 i Herentals, är en belgisk tidigare cross- och mountainbikecyklist som var professionell från 1992 till 1999. I den förstnämnda disciplinen blev han världsmästare 1994 och dubbel belgisk mästare samt totalvinnare av UCI World Cups premiärupplaga 1993/1994 och av Trofee veldrijden fem vintrar i rad, medan han i mountainbike blev belgisk mästare tre år i rad. Han körde också några landsvägslopp, men åstadkom inget nämnvärt.
Herygers äldre bror, August Herygers (född 1950), var också tävlingscyklist och dennes främsta merit var segern i Schaal Sels 1973.
Paul Herygers tilldelades Kristallen Fiets ("Kristallcykeln") som Belgiens bäste cyklist 1994.
Efter karriären har Herygers bland annat varit kommentator vid cykelcrosstävingar för den belgiska sportkanalen Sporza.

## Meriter – cykelcross
| 1981/1982 2:a vid Belgiska juniormästerskapen 1982/1983 10:a vid Belgiska mästerskapen | 1990/1991 3:a vid Belgiska amatörmästerskapen |

### Professionell/elit
Världsmästerskap och belgiska mästerskap avhölls i januari/februari. UCI World Cup (instiftad 1993), Superprestige och Trofee veldrijden (instiftad 1987) är serier bestående av deltävlingar som är spridda över cykelcrossens vintersäsong, (oktober/november–februari). UCI:s världsranking avser Herygers placering vid säsongsslutet.
| SäsongTävling         | 1992 1993 | 1993 1994 | 1994 1995 | 1995 1996 | 1996 1997 | 1997 1998 | 1998 1999 | 1999 2000 |
| --------------------- | --------- | --------- | --------- | --------- | --------- | --------- | --------- | --------- |
| Världsmästerskapen    | –         |           | –         | 28        | 25        | –         | –         | –         |
| Belgiska mästerskapen |           | ?         | 5         |           |           | –         | –         | –         |
| UCI World Cup         | X         |           | 9         | 12        | –         | 49        | 31        | –         |
| Superprestige         | 26        | 14        | 7         | 10        | 21        | –         | 29        | –         |
| Trofee veldrijden     |           |           |           |           |           | ?         | 9         | –         |
| UCI:s världsranking   | 8         | 1         | 1         | 3         | 9         | 15        | 25        | 70        |

X = Avhölls ej (UCI World Cup infördes 1993).     ? = Deltagande/resultat okänt, men ej bland top-10 (tillgängliga resultatlistor upptar bara tio namn).

## Meriter – mountainbike
| 1990 Belgisk mästare i cross country (XCO) 1991 Belgisk mästare i cross country (XCO) | 1992 Belgisk mästare i cross country (XCO) 3:a vid Europamästerskapen i downhill (DHI) |